# Agustín Gosio
Bản mẫu:Infobox rugby biography
Agustín Gosio (sinh ngày 17 tháng 3 năm 1983) là một cầu thủ rugby union người Argentina. Anh thi đấu ở vị trí cánh và trung tâm.
Gosio bắt đầu thi đấu rugby cho trường trung học của mình, Colegio Cardenal Newman, sau đó chuyển đến Club Newman. Anh nằm trong đội hình Pampas XV thi đấu tại Cúp Vodacom năm 2010 và 2011. Vào tháng 5 năm 2010 anh được chọn vào đội hình 40 cầu thủ đại diện Argentina thi đấu ở tour du đấu mùa hè của Scotland tại Argentina. Anh trước đó thi đấu ở rugby 7 người cho Argentina. Anh được triệu tập thi đấu Giải vô địch rugby thế giới 2011.